# ヨーロッパビンズイ

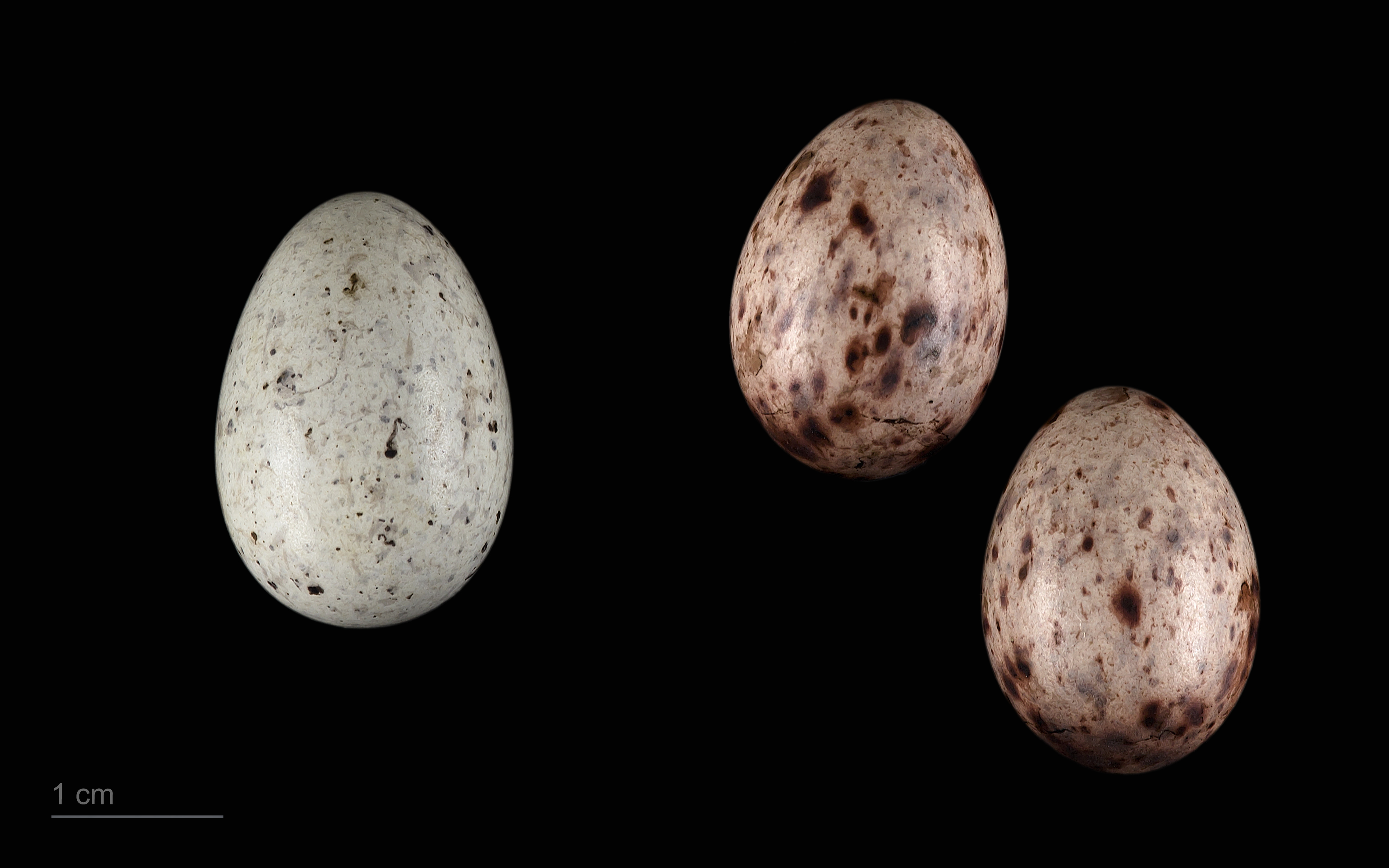
Cuculus canorus canorus + Anthus trivialis

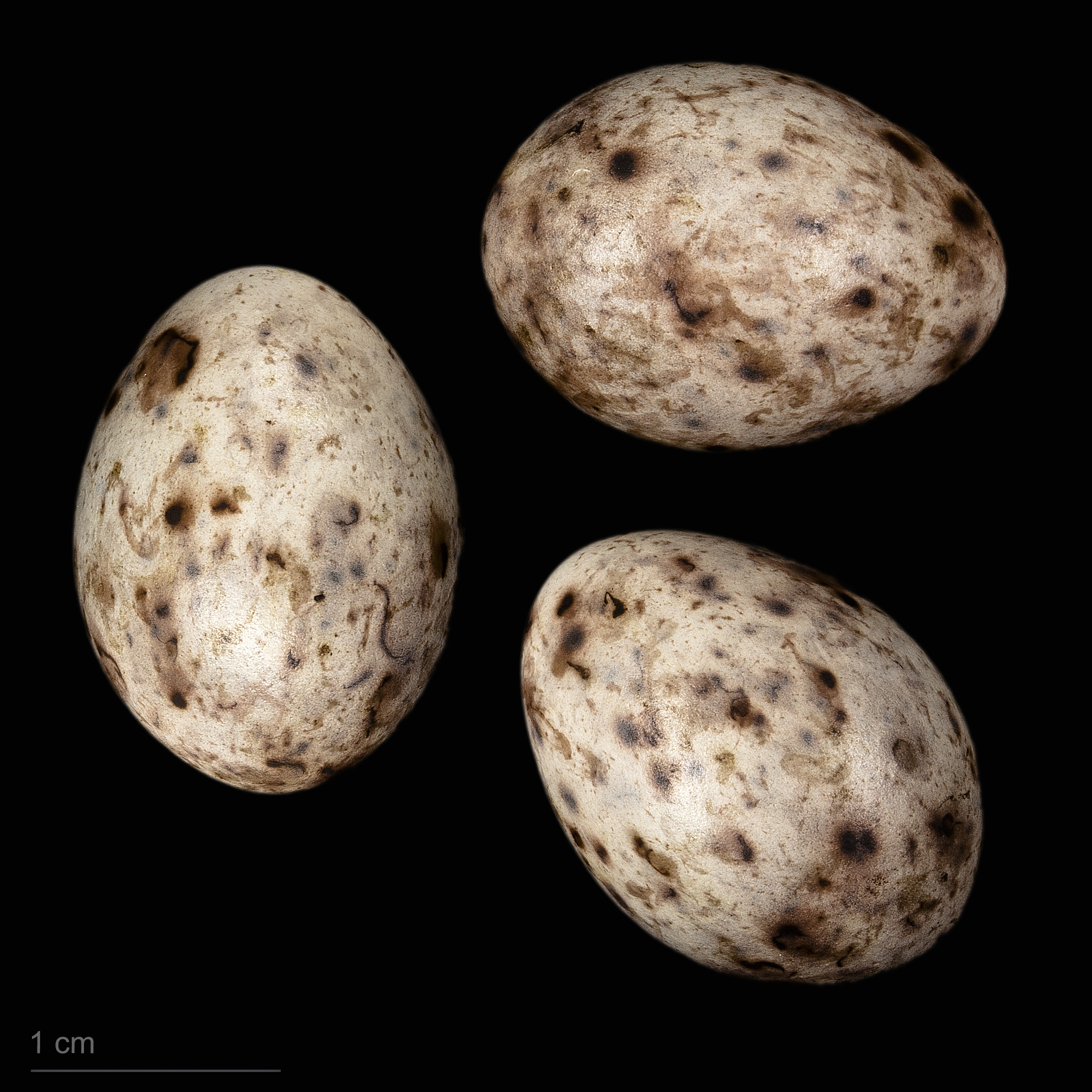
Anthus trivialis trivialis

ヨーロッパビンズイ（ヨーロッパ便追、学名：Anthus trivialis）は、スズメ目セキレイ科に分類される鳥類の一種である。

## 分布
ヨーロッパから西アジア、中央アジアにかけて生息し、冬季にはアフリカや南アジアまで長い距離を移動する。
日本では迷鳥として、新潟県粟島、石川県舳倉島、対馬や沖縄本島で記録されている。

## 形態
体長約15.5cm。茶色の筋と黒い模様がある白い腹と淡黄色の胸を持ち、外見ではマキバタヒバリとほとんど区別がつかないが、マキバタヒバリの方が若干小さい割りにくちばしが大きく、胸の淡黄色と腹の白色の対比がはっきりしている。またヨーロッパビンズイの方が木に停まっている時間が多い。

## 生態
類縁種が静かに鳴くのに比べて、この鳥の鳴き声は激しい。また飛行はミスがなく正確である。一度木から少し飛び上がって翼を丸めて降下する。
繁殖地は開けた林地や低木地帯である。地面に巣を作り一度に4から8個の卵を孵す。主食は虫であるが、植物の種子も食べる。